# Señor Battisti
Señor Battisti è il tredicesimo album di Cristiano Malgioglio distribuito dalla Sony nel 1996 e prodotto da Maria Schneider.
Si tratta di un omaggio a Lucio Battisti nel quale Cristiano Malgioglio interpreta i più grandi successi scritti da Mogol e Lucio Battisti in lingua spagnola ed in versione dance; gli arrangiamenti sono interamente curati da Antonio Summa mentre i testi sono adattati in spagnolo da Malgioglio.
Ancora tu è l'unico brano interpretato in italiano ed è cantato in duetto con l'attrice Maria Schneider, anche produttrice del disco.
L'album è stato ristampato nel 1997 col titolo De nuevo tú dalla Divucsa e nel 1998 come Canta Battisti latino - remix dalla Duck Gold, in entrambe le ristampe sono stati inseriti due remix: De nuevo tú e E penso a te come bonus tracks.

## Tracce
1. Ancora tu (featuring Maria Schneider) (Mogol, Lucio Battisti)
2. Una cancion para Maria (La mia canzone per Maria) (Mogol, L. Battisti)
3. La cinta rosa (Con il nastro rosa) (Mogol, L. Battisti)
4. Agua pura, agua clara (Acqua azzurra, acqua chiara) (Mogol, L. Battisti)
5. Si, viajando (Si, viaggiare) (Mogol, L. Battisti)
6. El mi canto libre (Il mio canto libero) (Mogol, L. Battisti)
7. La cancion del sol (La canzone del sole) (Mogol, L. Battisti)
8. Pienso en ti (E penso a te) (Mogol, L. Battisti)
9. Tambien por ti (Anche per te) (Mogol, L. Battisti)
10. Por cien pesetas (Per una lira) (Mogol, L. Battisti, Renato Angiolini)